# 윌리 애플가스
윌리엄 루빈 "윌리" 애플가스(Willian Reuben "Willie" Applegarth, 1890년 5월 11일 ~ 1958년 12월 5일)는 영국의 육상 선수로 1912년 스톡홀름 올림픽 400m 릴레이 금메달리스트이다.

## 인물
기즈버러에서 태어난 애플가스는 제1차 세계 대전 동안에 최고의 유럽 단거리달리기 선수들 중의 하나였다.
스톡홀름 올림픽에서 애플가스는 100m 준결승전에서 탈락되고, 200m에서 동메달을 땄다. 영국 400m 릴레이 팀의 최종주자로서 그는 준결승전에서 미국 팀에 밀려 2위를 함에 불구하고, 금메달을 획득하였다. 미국 팀은 후에 배턴 전달에 실수로 실격당하고, 결승전에서 세계 기록 보유자이자 주요 우승 후보 독일 팀에 의하여 똑같은 실수가 만들어졌다.
애플가스는 2회의 100 야드(1913 ~ 14)와 3회의 220 야드(1912 ~ 14) 영국 AAA 챔피언이었다. 올림픽이 끝나자마자 그는 100m에서 돈 리핀콧의 세계 기록 10.6초를 되풀이하고, 1914년 AAA 대회 200m에서 21.2초의 세계 신기록을 세웠다. 그의 200m 기록은 1928년까지 깨지지 않았다.
그해 11월 프로로 전향하고, 1922년 미국으로 이민을 가 펜실베이니아주 머서스버그 아카데미에서 육상과 축구 코치가 되었다. 그는 또한 미국 축구 리그에서 브루클린을 위하여 활약하였다.
1925년 스포츠에서 은퇴하고 제너럴 일렉트릭에서 용접공으로 일하기 시작하여 1955년까지 있었다.
9.8초의 영국 100 야드 기록이 결국 깨진 동년 68세의 나이로 뉴욕주 스키넥터디에서 사망하였다.